# ゾルキー

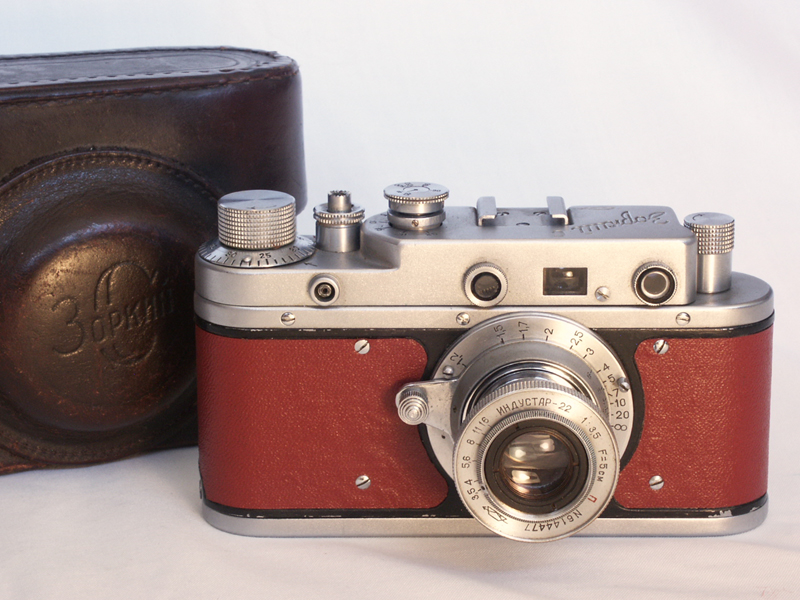
ゾルキーS

ゾルキー（ラテン文字: Zorki 、ロシア語: Зоркий）はソビエト連邦において1948年から1978年まで生産されたレンジファインダーカメラシリーズの名称である。ただしレンジファインダーを装備しないモデルもある。名称は「鋭い視線」の意。ゾルキと表記することもある。
ほとんどのモデルは135フィルムを使用し24×36mm（ライカ）判。
S・A・ズヴェーレフ記念クラスノゴールスク工場 (KMZ) が生産していた。シリーズ初の製品はフェドのような安価なライカIIのコピーであったが、後にライカと大きく異なる製品へと進化していった。
ほとんどのゾルキーを使用する際、シャッター速度はシャッターチャージ後にのみ設定可能であり、シャッターチャージ前にシャッター速度を変更するとカメラにダメージを与える。これはすべてのゾルキーに対し特に1/30秒以下のスローシャッター速度で影響が大きく、ゾルキー3とゾルキー4ではこれが顕著であった。

## 135フィルム使用カメラ

### レンズ交換式カメラ
ライカLマウント。

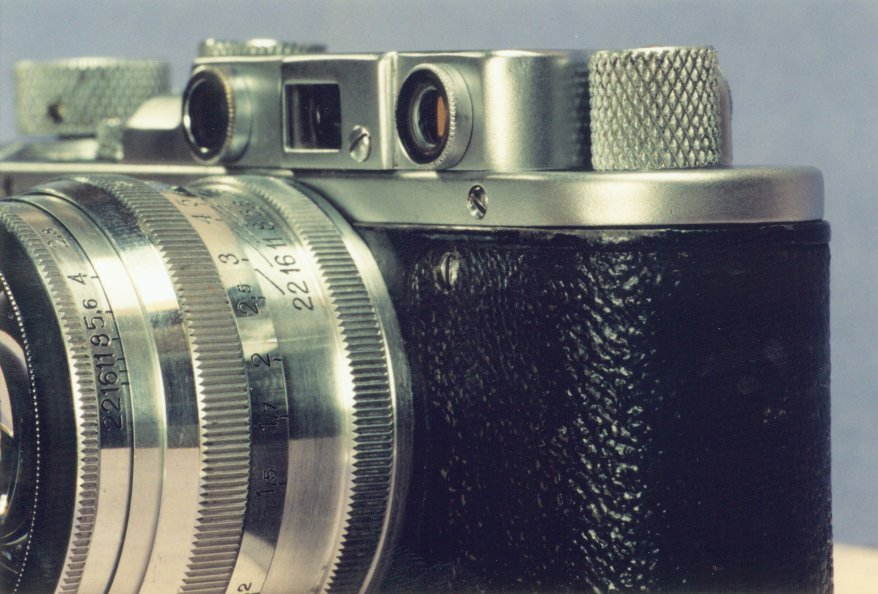
ユピテル8を装着したゾルキー1

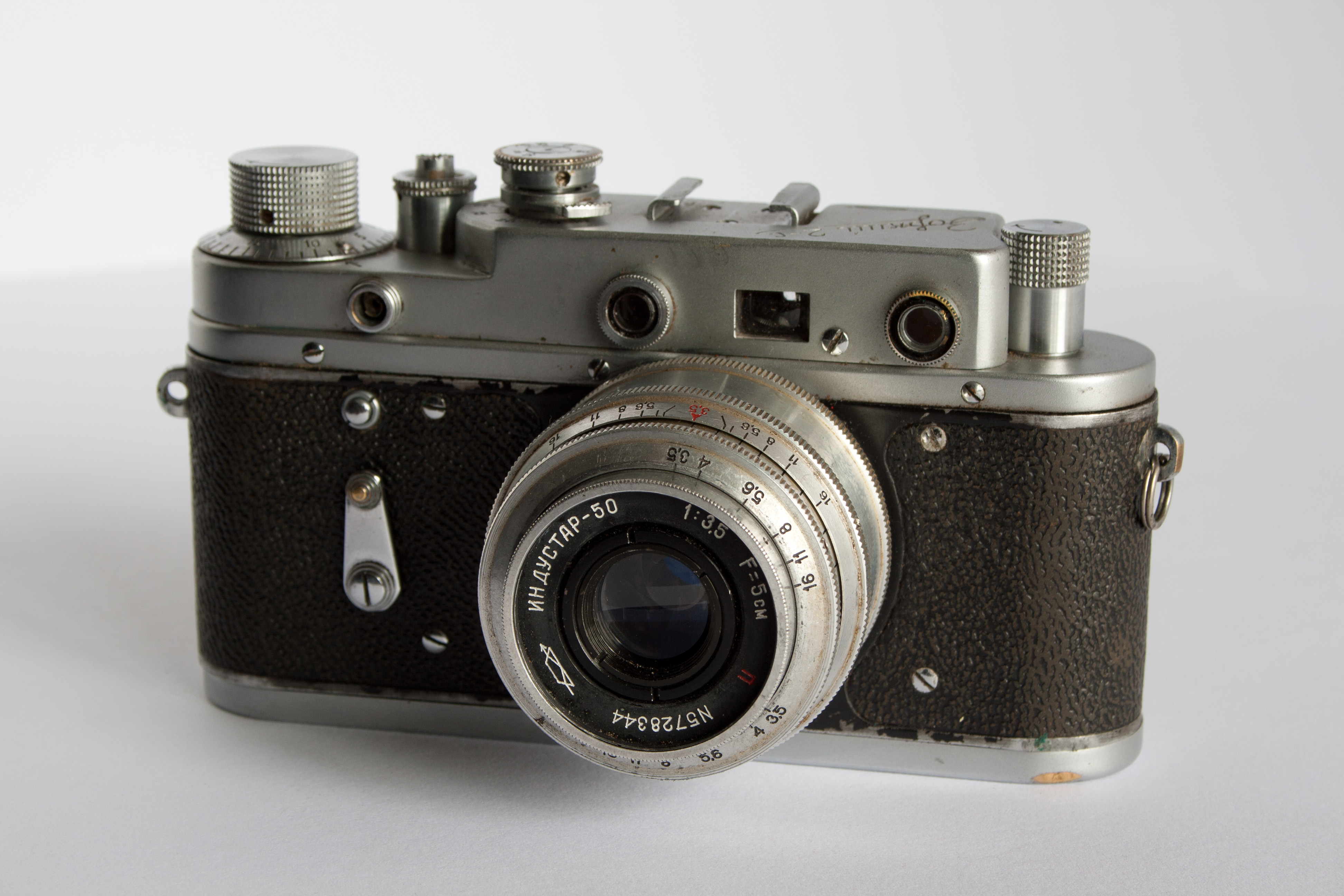
インダスター50を装着したゾルキー2S

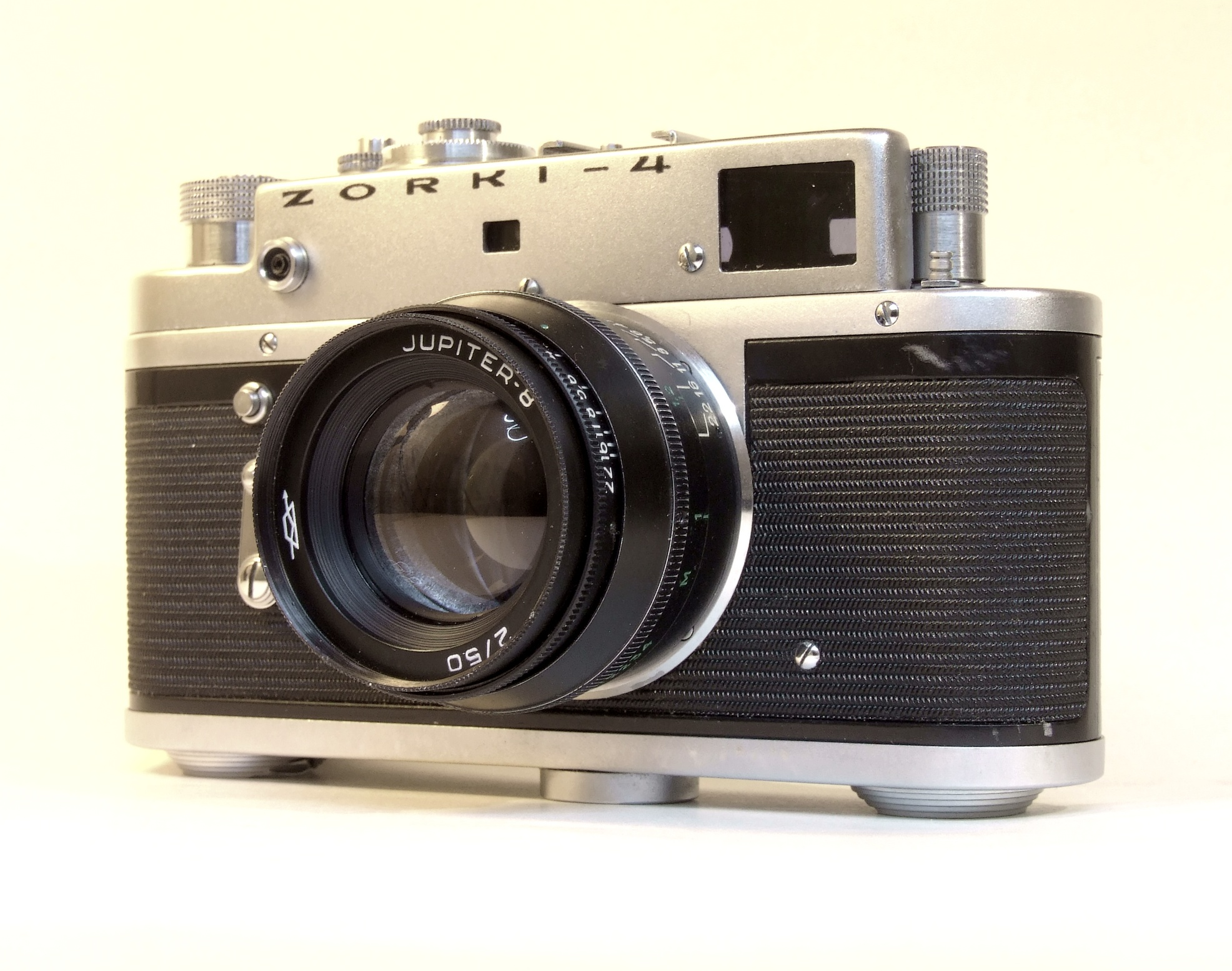
ゾルキー4

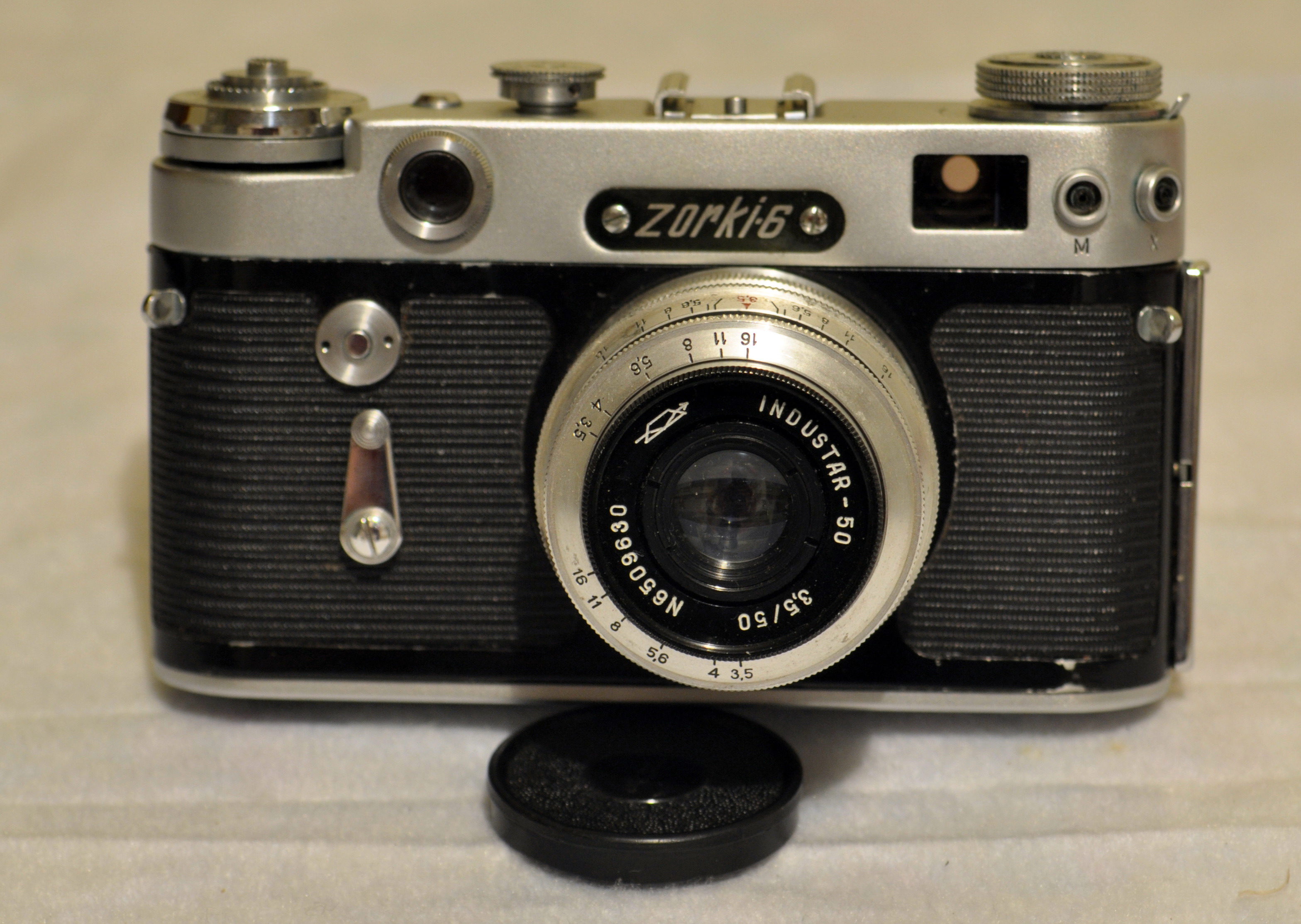
ゾルキー6

- ゾルキー1（1948年発売） - ライカIIの完全なコピー。KMZ製作による初の35mmカメラ。インダスター22（Industar-22 ）50mmF3.5が付属した。このレンズは沈胴式レンズでありライツエルマーに似ていたが、実際にはテッサーのコピーであった。1956年まで生産された。
- ゾルキー3（1951年発売） - ライカIIIに似た製品でスローシャッターを装備している。ブライトフレームは無いものの、距離計用のファインダーとフレーム確認用のファインダーが同一である一眼式とした点は同時期のライカより先進的であった。組み合わせるレンズはゾナーコピーのユピテルに進化した。1954年まで生産された。
- ゾルキー2（1954年発売） - ゾルキー1の巻き戻し機能とセルフタイマー、取っ手部分を改良したモデル。1956年まで生産された。
- ゾルキー3M（1954年発売） - シャッターダイヤルが一つだけになった。また機構が改良され信頼性が向上した。1955年まで生産された。
- ゾルキーS（1955年発売） - ゾルキー1にシンクロ接点を装備したモデル。1958年まで生産された。
- ゾルキー2S（1955年発売） - ゾルキー2にシンクロ接点を装備したモデル。1960年まで生産された。
- ゾルキー3S（1955年発売） - ゾルキー3Mにシンクロ接点を装備したモデル。1956年まで生産された。
- ゾルキー4（1956年発売） - ゾルキー3Sにセルフタイマーを装備したモデル。200万台以上生産されゾルキーシリーズで最も売れた製品となりロシアでも有数のカメラとして評価を受けているが、セルフタイマーとスローシャッターは信頼性が低かった。1973年まで生産された。
- ゾルキー5（1958年発売） - フェド2に似た改良モデル。1959年まで生産された。
- ゾルキーミール（1959年発売） - ゾルキー4の低価格モデル。1961年まで生産された。
- ゾルキー6（1959年発売） - ゾルキー5の改良型で、フィルム裏蓋が蝶番による開閉式になった。1966年まで生産された。
- ゾルキー35M（1963年頃試作） - KMZのデザイナー、N・マリエンコフ（N. Marienkov ）が一眼レフカメラのゼニットEをベースに開発したレンジファインダーカメラ。ファインダー枠は50mmの他に85mmを搭載している。パララックス自動補正を備え、外観も近代化された。2個の手作りの試作品が存在しているが、発売はされなかった。
- ゾルキー4K（1972年発売） - ゾルキー4の改良型でフィルム巻上げがレバー式になった。1978年まで生産された。

### レンズ固定式カメラ

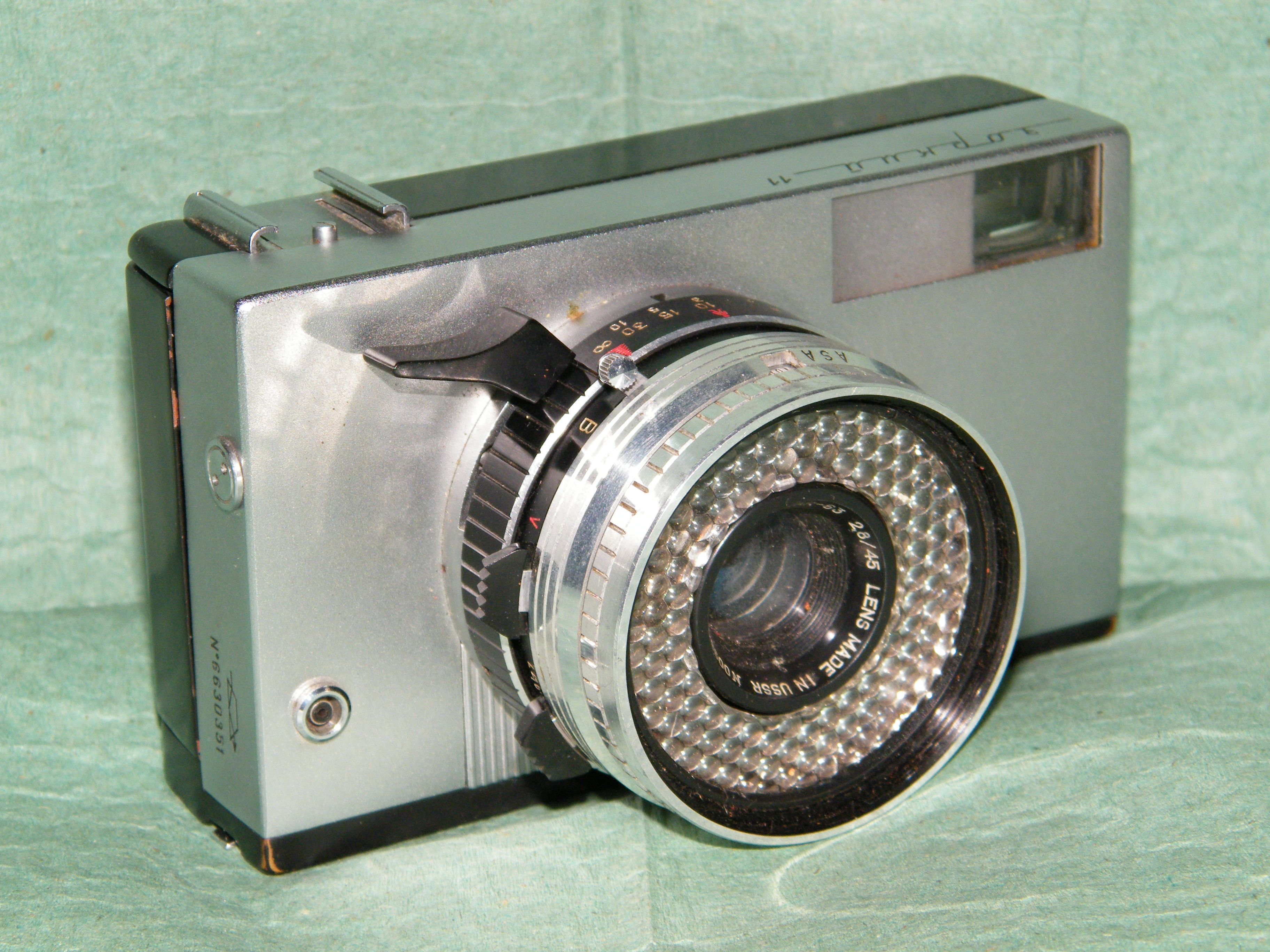
ゾルキー11

レンズはテッサー型でアタッチメントφ52.5mmP=0.75、最短撮影距離1.5mのインダスター63 45mmF2.8固定。
- ゾルキー10（1964年発売） - セレン露出計によるシャッター優先AEカメラ。ピント合わせはファインダーと独立した連動距離計による。旧ソビエト連邦で生産された初の完全自動式カメラ。ソビエト連邦のGOST規格ではなくASA/DINが使用された初の製品であったが、ASA規格は実際にはほとんど使用できず、いくつかのゾルキー10はポーランド語のカメラマニュアルに見られるように明らかにASA規格ではなくGOST規格で販売されていた。シャッターレリーズはレンズ右手側に突き出たレバーによる。シャッタースピードはオート時1/30～1/500秒、マニュアル時B、1/30秒だがケーブルレリーズは取り付け方法がなく使用できない。アクセサリーシューがあるがシンクロ接点はない。自動露光範囲は8-18EV、マニュアル露光範囲は8-14EV。
- ゾルキー11（1964年発売） - レンジファインダーを装備しない低価格モデル。

## ラピッドフィルム使用カメラ

### レンズ固定式カメラ
- ゾルキー12（1967年発売） - アグフア・ゲバルトのラピッドフィルムカートリッジを使用した派生品。